# Bad Axe
Bad Axe est une cité située dans l’État américain du Michigan. Elle est le siège du comté de Huron. Selon le recensement de 2020, sa population est de 3 021 habitants.

## Histoire
Le nom de la ville (« mauvaise hache » en français) provient de sa fondation. En 1861, deux hommes qui ont fait d'un camp dans le secteur ont découvert une hache qui était très vieille et endommagée.

## Démographie
| Groupe            | Bad Axe | Michigan | États-Unis |
| ----------------- | ------- | -------- | ---------- |
| Blancs            | 95,1    | 79,0     | 72,4       |
| Métis             | 1,3     | 2,3      | 2,9        |
| Asiatiques        | 1,5     | 2,4      | 4,8        |
| Amérindiens       | 0,9     | 0,6      | 0,9        |
| Afro-Américains   | 0,8     | 14,2     | 12,6       |
| Autres            | 0,4     | 1,5      | 6,4        |
| Total             | 100     | 100      | 100        |
|                   |         |          |            |
| Latino-Américains | 2,4     | 4,4      | 16,7       |

Selon l’American Community Survey pour la période 2010-2014, 97,78 % de la population âgée de plus de 5 ans déclare parler l'anglais à la maison, 0,67 % déclare parler l'allemand, 0,60 % le tagalog, 0,46 % l'espagnol, 0,49 % une autre langue.

## Source
- (en) Cet article est partiellement ou en totalité issu de l’article de Wikipédia en anglais intitulé « Bad Axe, Michigan » (voir la liste des auteurs).

1. ↑  (en) « Census of Population and Housing » [archive du 26 avril 2015], sur census.gov, Census.gov (consulté le 4 juin 2015)
2. ↑  (en) « Bad Axe, MI Population - Census 2010 and 2000 », sur censusviewer.com.
3. ↑  (en) « Population of Michigan - Census 2010 and 2000 », sur censusviewer.com.
4. ↑  (en) « Language spoken at home by ability to speak English for the population 5 years and over. Universe: Population 5 years and over. 2010-2014 American Community Survey 5-Year Estimates », sur data.census.gov.